# Основно училище „Д-р Петър Берон“ (Плъстина)
ОУ „Д-р Петър Берон“ е основно училище в село Плъстина, Община Омуртаг, област Търговище, разположено на адрес: ул. „Девети септември“ № 24. То е с общинско финансиране. В него се обучават ученици от I до VIII клас в дневна форма на обучение, разпределени в 9 паралелки. Обучението се извършва на една смяна. Директор на училището е Мустафа Ахмедов Ваклев (от 1993 година).
През учебната 2010/11 година в училището има 188 възпитаници, за които на разположение са 70 компютъра и 5 интерактивни дъски. През 2013 година училището притежава около 1300 дка земя, която се дава под наем, и така допринася за обогатяване на базата си. През 1992 година земите са 330 дка.

## История
До 1947 година училището съществува като частно турско училище в три частни къщи. След това то става народно турско училище с три прогимназиални класа – пети, шести и седми, с директор Хамид Исов (1947-1954). В прогимназиален курс се обучават деца от селата Г.Рътлина, Д.Рътлина, Менгишево, и дори Драгановец.
През 1951 година започва строежа на настоящата сграда на училището и завършва през 1954 година. Името на новото училище е ОУ „Георги Димитров“. През учебната 1954/55 година завършва първият випуск на Юсуф Мехмедов Кючюкмустафов. На 19 юни 1958 година в училището гостуват Антон Югов – министър-председател на Народна република България, Тодор Живков и Иван Михайлов. През учебната 1977/78 година под ръководството на директора Георги Даракчиев се реконструира целият училищен двор. През 1982 година се полага асфалт на спортната площадка. В периода от 1990 до 1992 година се възстановяват училищните земи – 330 дка. През 1994 година училището се преименува на ОУ „Д-р Петър Берон“. През 1995 година се възстановява опитното поле, откъдето започват да постъпват първите парични средства за училището. От учебната 1995/96 година започва да функционира Клуб на учителя. От учебната 1997/98 година учениците от прогимназиален курс на ОУ „Васил Левски“, село Долно Новково, започват за учат в училището в село Плъстина. Осигурен е автобус за използване на учениците от селата Кестеново, Угледно, Горно Новково и Долно Новково. През 2001 година училището започва да работи в системата на делегираните бюджети. През учебната 2007/08 година учениците от начален етап на ОУ „Васил Левски“, село Долно Новково, се насочват до ОУ „Д-р Петър Берон“. През 2009 година училището става средищно за учениците от селата Д.Рътлина, Г.Рътлина, Долно Новково, Горно Новково, Кестеново и Угледно.

### Директори
- Хамид Исов (1947-1954)
- Юсуф Мехмедов (1954-1975)
- Васил Неделчев (1975-1976)
- Мария Грозева (1976-1977)
- Георги Даракчиев (1977-1982)
- Мая Манова (1982-1989)
- Муса Бангиров (1989-1993)
- Мустафа Ваклев (от 1993)

## Материална база
Училището разполага с масивна двуетажна сграда с приземен етаж с класни стаи и физкултурен салон. Сградата е санирана, отопляването се извършва на парно на твърдо гориво, изцяло е подменена дървената дограма с алуминиева и PVC. В сградата са разположени десет учебни стаи, като във всички стаи обучението се извършва с интерактивни (електронни) дъски.
Материалното оборудване в стаите е ново, поставен е ламиниран паркет. Таваните в помещенията на учебната сграда са облицовани с PVC хънтър, поставена е PVC ламперия в приземния етаж, подновено е и осветлението. Училището разполага с медицински кабинет, библиотека с актуална художествена литература, учебни помагала, сборници. Учебната база е с интернет връзка. В приземния етаж е разположен закрит физкултурен салон с вградена фитнес зала, която е оборудвана с най-съвременни кардио уреди – крос тренажор, вибромасажор, велоергометър, степер, бягаща пътека, комбинирана универсална лежанка и др.
Към сградата на училището има долепена пристройка, която е кухненски блок със столова за хранене на учениците. Има допълнителен корпус, в който са разположени 2 компютърни зали, една от които е и конферентна зала. Двете зали са оборудвани с модерни компютри, с интерактивни дъски за електронно обучение, техника за озвучаване, мултифункционални устройства. Безопасността на учениците и опазването на материалната база се осъществява чрез вътрешно и външно видеонаблюдение. Училището има два собствени ученически автобуса за извозване на пътуващите ученици, както и за организирани пътувания и мероприятия. Изградена е открита спортна площадка с изкуствена трева със спортни съоръжения за хандбал, волейбол, баскетбол и тенис на корт.